# Catharijne
Catharijne was een gerecht binnen de stadsvrijheid van Utrecht en later gedurende korte tijd een gemeente.
De gemeente Catharijne werd op 1 januari 1818 gevormd uit een aantal voormalige buitengerechten van de voormalige stadsvrijheid van Utrecht. Volgens het Reglement van bestuur ten platten lande van de Provincie Utrecht van 29 juni 1816 betreft het de gerechten Buiten Catharijne, Lijnpad, Hoge Weide en Lage Weide. De stadsondiepten worden ook vermeld, maar volgens de kadastrale kaarten ging dit gebied deel uitmaken van de gemeente Lauwerecht. De Amsterdamsestraatweg ging de grens vormen. De gemeente werd ook wel genoemd Buiten Catharijne en het Lijnpad en werd op 1 augustus 1823 bij Utrecht gevoegd. Catharijne werd nooit een volwaardige gemeente, voor de burgerlijke stand bleven de inwoners onder Utrecht vallen.
Catharijne was vernoemd naar het St. Catharinaklooster in Utrecht, dat in 1528 gesloopt werd om plaats te maken voor kasteel Vredenburg. Een van de stadspoorten werd genoemd naar dit klooster; de gemeente Catharijne lag aan de buitenkant van deze poort.